# Marianowo (Kulany)
Marianowo – część wsi Kulany położona w Polsce, w województwie mazowieckim, w powiecie mławskim, w gminie Wieczfnia Kościelna.
W latach 1975–1998 Marianowo administracyjnie należało do województwa ciechanowskiego.